# ريتشارد دوغرتي
ريتشارد دوغرتي (بالإنجليزية: Richard Dougherty)‏ هو لاعب هوكي جليد أمريكي، ولد في 5 أغسطس 1932 في فورت فرانسيس في كندا، وتوفي في 23 نوفمبر 2016 في غرين باي في الولايات المتحدة.

## وصلات خارجية
- ريتشارد دوغرتي على موقع EliteProspects.com (الإنجليزية)
- ريتشارد دوغرتي على موقع HockeyDB.com (الإنجليزية)
- ريتشارد دوغرتي على موقع أوليمبيديا (الإنجليزية)